# Predrag Vujović
Predrag Vujović (Kirin Serbia: Пpeдpaг Вуjoвић, sinh ngày 20 tháng 8 năm 1983) là một cầu thủ bóng đá người Montenegro thi đấu cho FK Loznica ở Serbian First League.

## Sự nghiệp
Sinh ra ở Bar, SR Montenegro, anh từng thi đấu cho các câu lạc bộ FK Napredak Kruševac, FK Vojvodina, FK Borac Čačak, FK Metalac Gornji Milanovac của Serbia, Wisła Płock của Ba Lan, FC Shurtan Guzar và FK Buxoro của Uzbekistan, và Kecskeméti TE của Hungary.
Năm 2015, anh ký một bản hợp đồng với FK Andijan. Trong kỳ nghỉ đông mùa giải 2015–16 anh trở lại Serbia và gia nhập FK Loznica.